# Herb Kielc
Herb Kielc – jeden z symboli miasta Kielce w postaci herbu.

## Wygląd i symbolika
Herb przedstawia na tarczy hiszpańskiej, w czerwonym polu obwiedzionym czarną linią konturową, godło w postaci złotych (żółtych) majuskuł CK oraz umieszczoną nad nimi złotą (żółtą) koroną o pięciu widocznych kwiatonach w kształcie trójliści obwiedzione czarną linią konturową.
Litery CK są skrótem od „Civitas Kielcensis” lub „Civitas Kielce”.

## Historia

Herb obowiązujący
do 2019 roku

Herb nadał miastu kardynał Fryderyk Jagiellończyk, nastąpiło to w latach 1493-1503. Jest też bardzo możliwe, że nastąpił wówczas tylko akt potwierdzenia dotychczas istniejącego herbu, czego dowodem miał być stempel ofiarowany przez kardynała. Godłem stała się pieczęć ze złotymi koroną i literami CK (pierwsze litery od łacińskiej sentencji „Civitas Kielcensis” lub „Civitas Kielce”; pol.: „Obywatele Kielc” lub „Miasto Kielce”) na czerwonym tle.
W czasie rozbiorów z herbu znikły litery CK, pojawiła się natomiast pieczęć Komisji Wojewódzkiej. Umieszczono także dwugłowego orła (godło Cesarstwa Rosyjskiego), na piersi którego znajdował się polski orzeł.
Do swojego poprzedniego wyglądu herb powrócił w trakcie I wojny światowej, kiedy Rosjanie opuścili miasto. W dwudziestoleciu międzywojennym próbowano wzbogacić godło symboliką legionową i regionalną, jednak herb zachował z niewielkimi zmianami swoją historyczną formę. 21 lutego 2019 roku Rada Miasta ustanowiła nowy wzór herbu zmieniając nieco wygląd korony oraz kształt tarczy.